# Sonata per a piano núm. 10 (Beethoven)
|  | Per a altres significats, vegeu «Sonata per a piano núm. 10 (Mozart)». |

Beethoven va compondre la Sonata per a piano núm. 10, op. 14, núm. 2 entre el 1798 i el 1799. És una sonata clau per a entendre el seu desenvolupament com a músic. La sonata està dedicada a Madame La Barone de Braun, la dona del director del Teatre de la Cort de Viena. Gràcies a això, Beethoven va poder fer contacte amb aquest i poc més tard va poder estrenar la Simfonia núm. 1 en do major. Una interpretació de l'obra dura entre 15 i 17 minuts. No obstant, aquesta és una de les peces per a piano més desconegudes de la joventut del compositor.
Cal destacar que aquesta sonata cristal·litza l'evolució del compositor partint de la música de cambra i de teclat fins a la simfònica, passant pels quartets de corda. A més a més, és també durant els anys en què compon aquesta sonata (i la seva germana, la Op. 14 núm. 1) quan comença a notar una lleugera pèrdua auditiva (tret que el marcarà fins a la seva mort).
La sonata es caracteritza per un tenir classicisme que ja va perdent la força de l'ordre, com es veu demostrat en el desenvolupament del primer moviment o en el final del segon. És a dir, es pot començar a entreveure un nou model artístic que va sorgint a principis del segle xix a Viena amb L. V. Beethoven al capdavant.

## Context

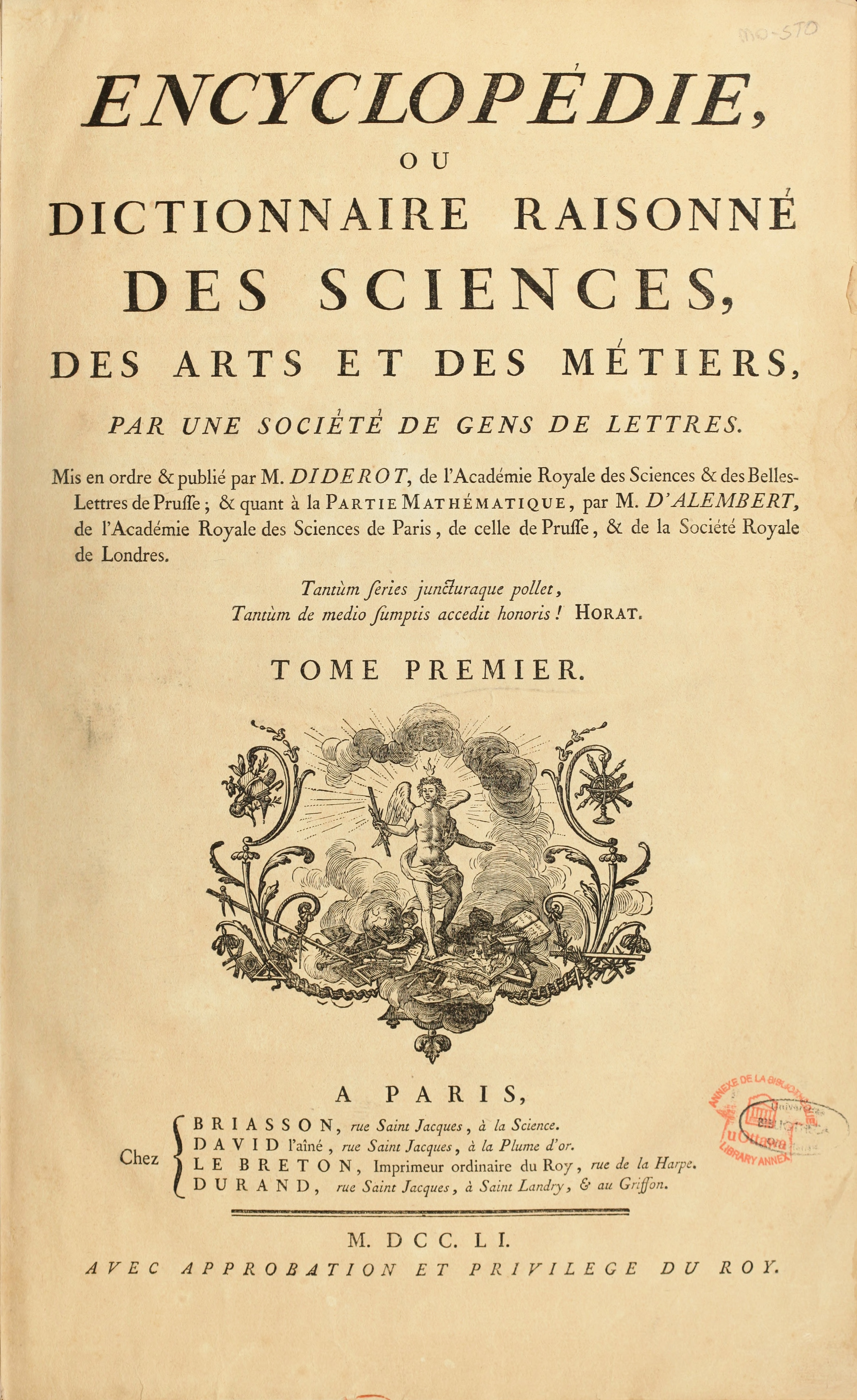
Portada de la primera Enciclopèdia.

Aquest segle té el sobrenom de Segle de les Llums a causa del gran moviment cultural que hi va haver anomenat Il·lustració. Aquest es basava a utilitzar la raó com a font de saber. Va tenir com a màxims exponents personatges com Rousseau, el qual va tenir sempre present la importància de la música.
En aquest segle van governar les monarquies absolutes a tot Europa. Tot i així, van començar a aparèixer burgesos els quals amb el seu poder econòmic aspiraven els llocs ocupats per la noblesa. Una data significativa d'aquesta època és la de la Revolució Francesa (1789) amb la qual es va trencar el model estatal europeu tal com se'l coneixia llavors.
Econòmicament, Europa va viure un moment d'esplendor a causa dels productes provinents d'Amèrica i del canvi climàtic. És en aquesta època on els pagesos van tenir beneficis de les seves collites, a part de pagar els seus impostos tenien suficient producte per consumir-lo i per vendre'l, cosa que va crear al mateix temps un augment del comerç i del consum (incentivant la creació de fàbriques tèxtils...). A més a més, arriba d'Amèrica una gran quantitat d'or cosa que va incentivar l'economia d'Europa.

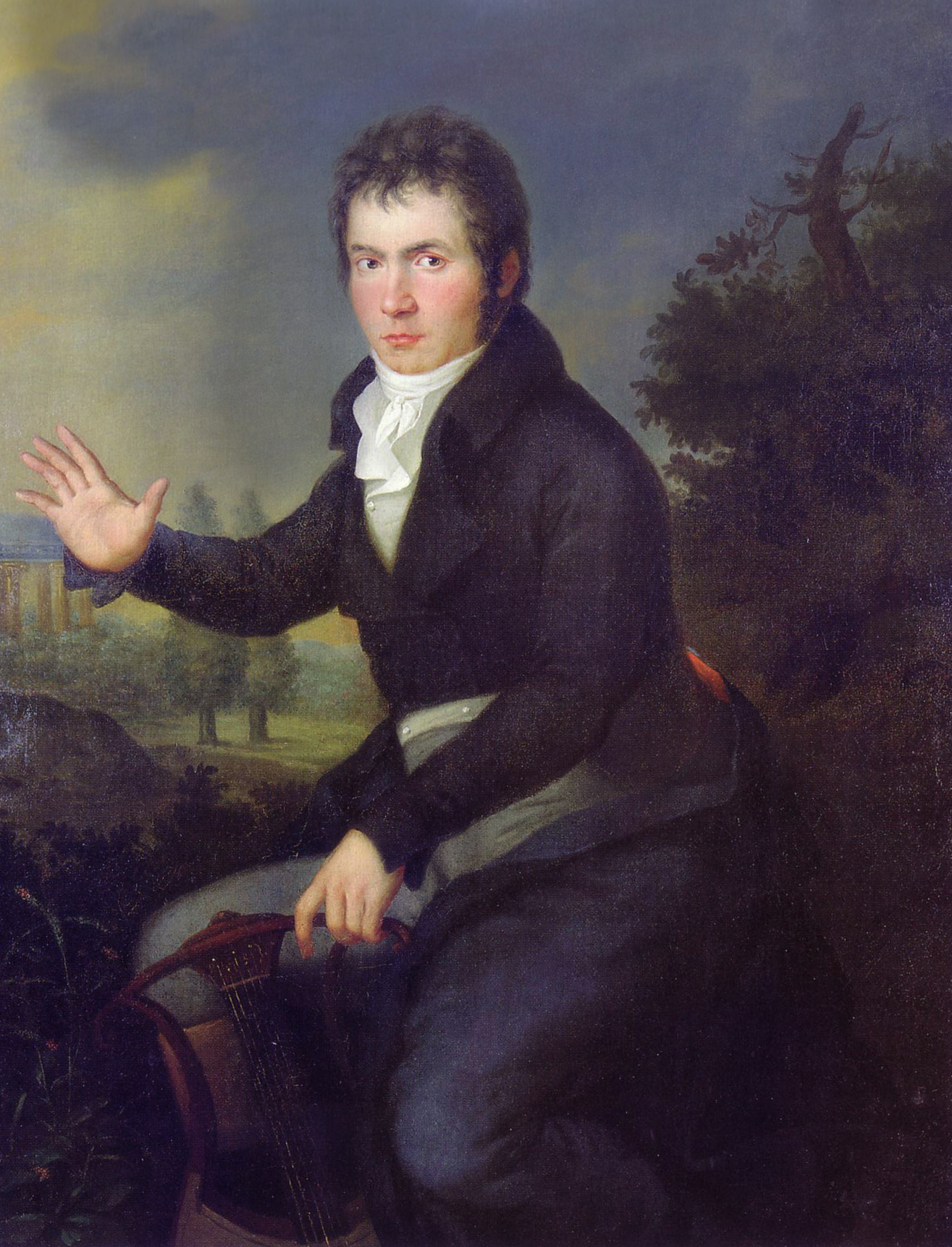
Retrat de L. V. Beethoven fet per Joseph Willibrod Mähler(1778-1860)

A finals del segle xviii Viena és una ciutat emergent, demogràficament parlant. A causa de les millores abans mencionades, la població oblida la catàstrofe del segle passat (sequeres, malalties que van augmentar la mortalitat...) i mira cap al futur.
L'any 1990 (dos anys abans que Beethoven arribi a la ciutat) mor l'emperador Joseph II, aquest va ser un personatge important a l'hora d'impulsar els moviments culturals de l'època (la Il·lustració). Aquest impuls va ser mal vist per part dels sectors més conservadors de la zona, ja que les seves reformes van significar la retallada de privilegis a l'església i als nobles.
Amb la seva mort, s'alça com a emperador el seu germà Leopold II però amb la mort d'aquest dos anys més tard (1792) s'anomena emperador a Franz II (fins al 1835). Aquest serà un dels personatges claus en la història de la ciutat i en la influència d'aquesta en la música del compositor.
Franz II pretén conservar tots els privilegis de l'aristocràcia que els seus predecessors havien retallat. La gent no reacciona a aquesta “contrareforma”, cosa incomprensible per a testimonis de l'època. Un visitant britànic va escriure: “No city perhaps can present such scenes of affected sanctity and real licentiousness”. Aquesta resignació amb el que està passant és deguda a la millor qualitat de vida de les persones. Més tard es dirà com Beethoven va saber plasmar aquest sentiment dels habitants de la ciutat.
| « | The classical style of the early Beethoven seemed perfectly to embody and to crystallize the moods and sentiments of such Viennese during the post-Josephinian period. […] Enlightened sentiments and rational tendencies nevertheless had to find their outlet [in the Viennese instrumental music]. | » |

### Biogràfic

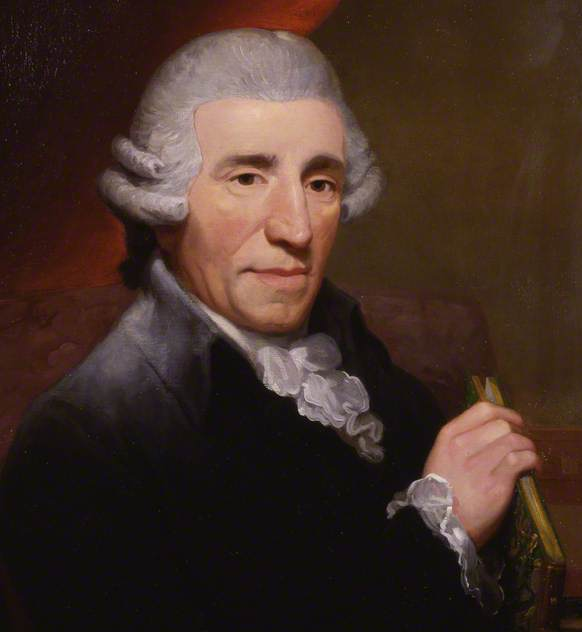
J. Haydn va ser professor de Beethoven a Viena a finals del.

Beethoven arriba a Viena (finançat pel príncep de Bonn) per a rebre classes impartides per Haydn, Salieri, Schenk i Albrechtsberger l'any 1792. Aquesta era la seva segona incursió a la ciutat. La seva estada va durar deu anys a diferència de la primera la qual només va durar unes setmanes a causa de la greu malaltia que va patir la seva mare i que el va fer tornar. Durant el primer període d'aquesta segona estada a la ciutat, Beethoven va fer bons lligams amb l'aristocràcia de la zona. Tota aquesta bonança va veure's trastocada quan cap als anys 1798 – 1799 es dona compte que comença a tenir un problema a l'oïda.
Aquesta època es veurà definida amb els termes “crisi” i “triomf sobre l'adversitat”.

La crisi ve definida per aquesta malaltia que s'acaba de mencionar. En una carta al seu gran amic i metge Franz Wegeler de l'any 1801 ja es veu com aquesta era una gran preocupació pel de Bonn.
| « | I cannot, it is true, deny that the humming, with which my deafness actually began, has become somewhat weaker, especially in the left ear. My hear, however, has not in the least improved; I really am not quite sure whether it has not become worse. | » |

Aquesta pèrdua auditiva sobre la qual escriu va ser un procés gradual que ell nota des de 1798, és a dir, des que va compondre l'obra. En altres cartes al mateix destinatari, Beethoven li menciona que cada vegada que va a veure una obra de teatre ha d'asseure's més a prop de l'escenari per a poder escoltar la veu dels actors o que quan va a escoltar un obra simfònica, no pot escoltar les notes més agudes d'aquesta.
L'altre concepte que defineix aquest període és el triomf que fa el compositor sobre aquest greu problema. En poc més de dos anys Beethoven compon:
- Sonata per a piano Op. 13 Pathétique

- Sonata per a piano Op. 14 núm. 1
- Sonata per a piano Op. 14 núm. 2
- Tres trios de corda Op. 9
- Trio per a Clarinet Op. 11
- Treballa en els quartets de corda Op. 18
- Septet Op. 20
- Simfonia núm. 1 Op. 21[8]

Tot aquest material tret pel de Bonn li fa guanyar prestigi entre la gent de Viena. Tal com es veu en el llistat de composicions, Beethoven passa d'una producció més aviat pianística a una cada vegada més rica tímbricament fins a arribar a la Simfonia. És en aquesta ambició cap al material orquestral on la sonata té un paper fonamental.

## Motivacions de l'obra

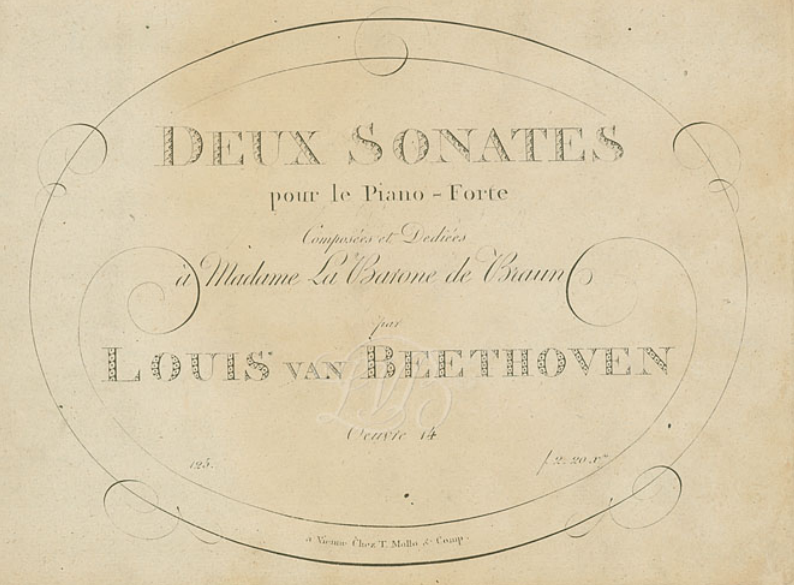
Portada de la primera edició de les Dos sonates per a piano Op. 14

L'elaboració d'una obra com la sonata per a piano Op. 14 núm. 2 (i de la núm. 1) va tenir dues grans motivacions: les seves pretensions simfòniques, i la seva amiga Karl Amenda.
La primera té una explicació començant per la dedicatòria de la primera edició. Les dues obres estan “composées et dediées a Madame La Barone de Braun”. Aquesta dedicació va ser per motius professionals, ja que aquesta baronessa era la dona del director del Teatre de la Cort de Viena. Aquestes dues sonates li van servir a Beethoven com a claus per a poder entrar al teatre i estrenar la seva Simfonia núm. 1 (l'any 1800).
La segona queda justificada en les cartes entre el compositor i la seva amiga. Durant aquests anys, com ja s'ha mencionat anteriorment, Beethoven estava treballant en els seus quartets de corda i estava concentrat en buscar les seves pròpies sonoritats. En una carta enviada a Karl Amenda, Beethoven li envia una primera versió del que posteriorment serà el Quartet de Corda núm. 1 op. 18.
| « | DEAR AMENDA, Accept this quartet as a small remembrance of our friendship, and as often as you play it, think of the days we spent together, and at the same time of the genuine affection which I fell towards you, and which I shall ever continue to feel. Your sincere and warm friend, LUDWIG | » |

Això està relacionat amb l'elaboració de les sonates mitjançant la utilització d'elements típics del quartet de corda (marcadors que són presents en la sonata). Sense anar més lluny, la sonata Op. 14 núm. 1 va ser arranjada per a quartet de corda anys més tard pel mateix Beethoven. Mai s'ha acabat de determinar fins a quin punt aquesta amistat no va esdevenir una relació i fins a quin punt això va afectar el compositor. 

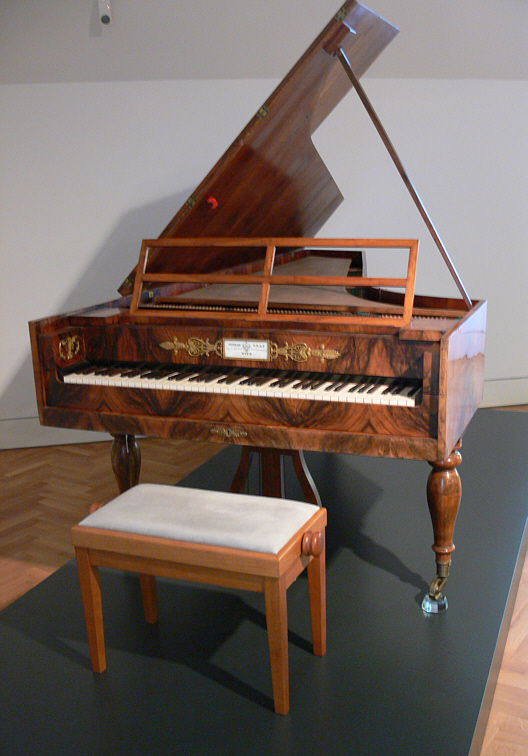
Exemple de fortepiano com el que tenia Beethoven.

## Influències a l'obra
Cal especificar els agents que van influir en la composició musical de la peça. Beethoven va compondre l'obra per a fortepiano. En aquella època hi havia dos grans tipus d'aquest instrument: el vienès (amb una major nitidesa a passatges de virtuosisme) i l'anglès (amb una major sonoritat). El compositor va crear la peça utilitzant el vienès.
Un altre aspecte remarcable va ser el de l'ús de tècniques utilitzades per altres músics contemporanis (la gran part) a ell. Exemples serien:
- L'ús d'efectes típics de l'orquestra tal com feia Haydn.
- Passatges de gran dificultat tècnica dignes de Mozart.
- L'ús d'octaves de redoblament en el teclat pròpies de Clementi.[14]

## Estructura

### Allegro

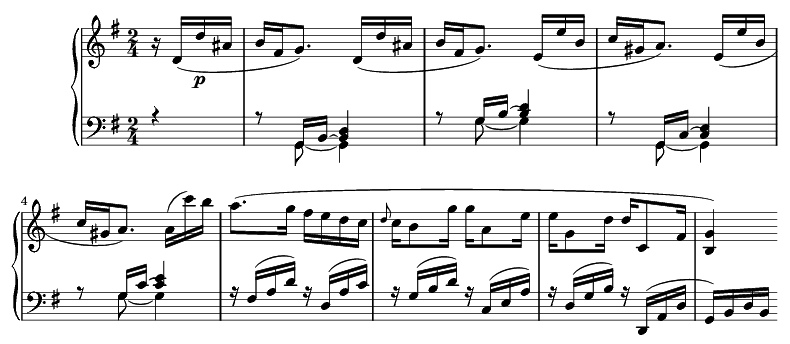
Vuit primers compassos de la sonata

El primer temps és un Allegro en forma sonata dintre de la tonalitat de Sol M i compàs de 2/4.En l'Exposició, el tema principal (cc. 1-8¹) consta de vuit compassos amb els primers quatre repetint el mateix ritme. Tota aquesta primera frase té un acompanyament compost per arpegis en el baix. La següent secció, el pont, consta de 18 compassos (cc. 84-25). Com és típic en aquesta forma, es produeixen modulacions. En aquest cas es pot observar un pedal de la dominant de Re M (dominant de la tonalitat original i tonalitat del tema secundari) entre els compassos 19 i 25. El tema secundari consta de 21 compassos (cc. 26-46). Aquest comença amb petits grups de quatre compassos, el primer acaba amb un acord en sèptima de dominant, en canvi el segon ho fa en un acord de Re M el qual fa d'enllaç amb l'inici d'una nova frase (c. 33) d'un sol compàs el qual es repeteix fins en tres ocasions. En la tercera repetició, Beethoven el fa variar per anar a la tonalitat de La M (cc. 354-36¹) però aquesta modulació dura molt poc, ja que repeteix aquest mateix procediment per anar, respectivament, a les tonalitats de Re M (cc. 36² - 39), Sol M (c. 40) i Re M (tonalitat en què acaba l'Exposició). Després del tema secundari, es pot observar que hi ha una Coda que compren del compàs 47 fins al 64. Aquest utilitza material que no s'ha utilitzat abans i pren la textura del quartet de corda.
El Desenvolupament (cc. 64-124) comença agafant material dels dos temes abans exposats. En aquest cas ens apareix el tema principal en menor (cc. 64-68) que ens enllaça amb el tema secundari en Si b M (c. 74) i que culmina en un passatge dramàtic en La b M (cc. 81- 98¹). A continuació es pot veure el tema principal però en la tonalitat de Mi b M (molt llunyana de la tonalitat original) (cc. 99 -103). Aquesta frase modula a Do m (c. 104) i a Sol m (c.105). En aquest punt, es crea un pedal dominant de 14 compassos.
La Reexposició (cc. 1243- 200) repeteix el tema principal en la tonalitat original, Sol M. El pont (cc. 132-152) conserva l'essència del primer però aquesta vegada finalitza amb la dominant de Sol M. Això fa que el tema secundari de la Reexposició (cc. 153-173) el trobem dintre de la tonalitat original seguint la mateixa estructura que s'ha dit anteriorment del tema secundari de l'Exposició. Finalment, la Coda la trobem en Sol M (cc. 174 -187), aquesta vegada Beethoven ha afegit un Epíleg (cc. 187- 200) per concloure el primer moviment que pren material del tema principal.

### Andante

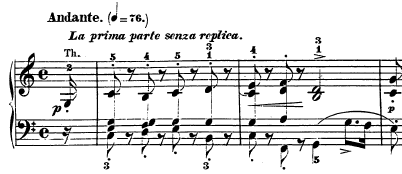
Tema principal del segon moviment

El segon temps és un tema amb variacions dintre de la tonalitat de Do M (la subdominant de Sol M). El moviment està compost per un tema, tres variacions i una Coda. El tema (cc. 1-21) pren el gènere de marxa com a tret més característic. Aquest es divideix en quatre seccions a b a' c, la primera de 8 compassos, la segona de 4 i la tercera de 4 i l'última de 4.
La primera variació (cc. 21 - 40) està marcada per la variació rítimica, en quasi tota ella podem trobar síncopes rítmiques.
La segona variació (cc. 41 - 64) és caracteritzada per la seva gran quantitat de pedals. Només començar es pot observar un pedal de do sobre el qual es van fent acords que fan reminiscència del tema inicial.
La tercera variació (cc. 65- 84) agafa l'harmonia del tema inicial i hi afegeix un cant de tenor, en aquest cas, també hi afegeix un acompanyament superior de semicorxeres.
La Coda consta de 6 compassos (cc. 85-90) i agafa la textura homofònica de l'inici del moviment. S'ha de remarcar l'acord fortíssimo amb què finalitza el moviment, ja que durant tot aquest, la dinàmica no ha passat del mezzoforte cosa que augmenta, encara més, l'efecte de sorpresa creat per aquest acord.

### Scherzo: allegro assai

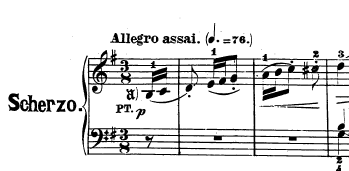
Començament del tercer moviment

L'últim temps és un Scherzo en forma de rondó. Aquí, i igual que en la Sonata per a piano Nº 18, Beethoven va emprar el terme scherzo no com a indicador de forma ternària estilitzada, sinó com una referència al contingut alegre i vivaç del tros. Cal mencionar que el motiu principal està escrit de tal forma que dona una gran inestabilitat rítmica en ser escoltada.
El moviment comença amb l'exposició del tema (A) principal. Aquest, com s'ha dit anteriorment, està desplaçat dintre del compàs de 3/8 per tal de crear més vivacitat. Aquesta secció consta de 22 compassos (cc. 1-22) i està dividida en tres parts. La primera (cc. 1-8) està dividida en dos subparts que finalitzen sobre primer grau de la tonalitat (Sol M). La segona part, compàs 8, comença un desenvolupament de la dominant (amb escales) que finalitza amb una semicadència en el compàs 16. En aquest punt comença la tercera part del tema principal que conclou amb una cadència autèntica (c.26).
A continuació s'inicia una nova secció (B) (cc. 27-41) que comença amb l'acord de Si M. Aquest acord ens indica que hi ha hagut una modulació al relatiu menor de Sol M, Mi m. Tota aquesta secció es pot dividir en quatre parts. La primera és formada per un grup de quatre compassos que va de la dominant a la tònica, la segona té la mateixa durada però acaba resolent en la dominant, la tercera part repeteix el model de la primera part d'aquesta secció i la quarta està formada per set compassos els quals es divideixen en un grup de quatre i un de tres que actua de pont. El grup de quatre està format per la dominant de la, el segon grau de Sol M (cosa que ens indica el retorn a la tonalitat original), els altres tres compassos actuen de dominant de Sol M per tal de donar pas a la repetició del tema (A) (la qual és estricte) (cc. 43-64).
La següent part (C) comença amb la utilització de la segona part del tema principal però en la tonalitat de Do M, això actua de pont (cc. 65- 72)per a un cant molt líric (cc. 73-135) que finalitza amb el dibuix del tema inicial a la veu del baix (cc.136). Un altre cop es reexposa el tema principal (A) (cc.139-160).
Seguidament, es pot observar com es repeteix la segona part del tema principal en Sol M (c. 160) i, després d'un desenvolupament harmònic (cc. 169- 172), modula a Fa M (tonalitat llunyana de Sol M). Un cop a Fa M, es reexposa la primera part del tema principal (cc. 175- 180) i després d'una secció modulant (cc. 181- 188) arriba a la Coda en Sol M.
Aquesta Coda (c. 189) està marcada per un acompanyament de tresets continu amb dos cants (un de superior i un d'inferior). Finalment, conclou amb la repetició del tema a sobre d'un acompanyament triàdic poc usual (cc. 237-252), sense la tercera (cosa poc usual per la sonoritat que es crea) i amb el cant del baix imitant el primer motiu del moviment (cc. 252-253).

## Discografia
| Intèrpret          | Any  | Títol de la gravació                                                           | Discogràfica   | Observacions |
| ------------------ | ---- | ------------------------------------------------------------------------------ | -------------- | ------------ |
| Richard Goode      | 1993 | Beethoven: The Complete Sonatas, 1-32                                          | Nonesuch       |              |
| Vladimir Ashkenazy | 1997 | The Piano Sonatas                                                              | Decca          | Recopilació  |
| Daniel Barenboim   | 1998 | Beethoven: Complete Piano Sonatas                                              | Alliance       |              |
| Claudio Arrau      | 1999 | Complete Piano Sonatas & Concertos                                             | Phillips       | Recopilació  |
| Wilhelm Kempff     | 2008 | The 32 Piano Sonatas                                                           | Decca          | Recopilació  |
| Paul Lewis         | 2009 | Beethoven: Complete Piano Sonatas                                              | Harmonia Mundi |              |
| Alfred Brendel     | 2011 | Complete Piano Sonatas & Concertos                                             | Decca          |              |
| Idil Biret         | 2011 | L.V. Beethoven: Piano Sonatas                                                  | Naxos          |              |
| Glenn Gould        | 2012 | Glenn Gould plays Beethoven: Piano sonatas 1-3, 5-10, 12-14, 15-18, 23, 30-32. | Sony Music     | Recopilació  |
| H. J. Lim          | 2012 | Beethoven: The Complete Piano Sonatas                                          | EMI Classics   |              |